# 欧鼠李
欧鼠李（学名：Frangula alnus），为鼠李科裸芽鼠李属下的一个植物种。